# Alessio Foconi
Alessio Foconi (né le 22 novembre 1989 à Rome) est un escrimeur italien, spécialiste du fleuret. Il remporte la médaille d'or au fleuret individuel lors des Championnats du monde 2018 à Wuxi, après avoir remporté le titre par équipes en 2017 à Leipzig.
Il avait remporté la médaille d'or au fleuret individuel en battant Timur Arslanov et celle d'argent par équipes lors des Jeux européens de Bakou en 2015.
Il est médaille d'or par équipes aux championnats d'Europe 2023 (Jeux européens) à Cracovie.

## Biographie
Originaire de Terni mais né à Rome, il a d'abord pratiqué l'escrime auprès du Circolo della scherma de Terni, en s'entraînant d'abord avec le maître d'armes  Giulio Tomassini puis Filippo Romagnoli. Il fait partie du club sportif de l'Aeronautica Militare.

## Palmarès
- Jeux olympiques:
  -  Médaille d'argent lors des Jeux olympiques de Paris 2024 par équipe

- Championnats du monde
  -  médaille d'or à Leipzig en 2017 par équipes
  -  médaille d'or à Wuxi en 2018 en individuel
  -  médaille d'or à Wuxi en 2018 par équipes
  -   médaille d'or au fleuret au  Caire 2022 par équipes
  -  médaille de bronze à Budapest en 2019 par équipes

- Championnats d'Europe
  -  médaille d'or à Düsseldorf 2019 en individuel
  -  médaille d'or à Antalya 2022 par équipes
  -  médaille d'or à Cracovie 2023 par équipes
  -  médaille d'or à Gênes 2025 par équipes
  -  médaille d'argent à Novi Sad 2018 par équipes
  -  médaille d'argent à Bâle 2024 en individuel
  -  médaille de bronze à  Tbilissi 2017 par équipes
  -  médaille de bronze à Düsseldorf 2019  par équipes
  -  médaille de bronze à Bâle 2024 par équipes

- Coupes du monde militaire
  -  médaille d'or à Acireale en 2017 en individuel
  -  médaille d'or à Acireale en 2017 par équipe